# Conus cervus
Conus cervus е вид охлюв от семейство Conidae. Видът не е застрашен от изчезване.

## Разпространение и местообитание
Разпространен е в Индонезия (Малуку), Маршалови острови, Нова Каледония и Филипини.
Среща се на дълбочина около 260 m.